# Бакланов В'ячеслав Михайлович
''В'ячеслав Михайлович Бакланов (нар. 12 квітня 1959, Вольне, Омська область) — український футболіст, що грав на позиції захисника. Відомий за виступами у низці українських клубів різних ліг. По завершенні кар'єри як гравця — український футбольний тренер.

## Клубна кар'єра
В'ячеслав Бакланов розпочав виступи на футбольних полях у аматорських клубах «Сперанца» (Дрокія) та «Інгулець» (Кривий Ріг). У 1987 році Бакланов став гравцем команди другої радянської ліги «Кривбас», у якому грав до кінця 1989 року, та зіграв у його складі 100 матчів у чемпіонаті. У 1990 році футболіст разом із партнером по команді Євгенієм Золотницьким стає гравцем команди другої нижчої ліги «Прикарпаття» з Івано-Франківська, в якій грав до кінця року. У 1991 році В'ячеслав Бакланов повернувся до «Кривбасу», проте на поле вже не виходив, та невдовзі став гравцем аматорської команди «Кристал» з Чорткова, яка в 1992 році розпочинає виступи в першій українській лізі. Після закінчення сезону 1992 року Бакланов стає гравцем іншої команди першої української ліги «Шахтар» з Павлограда. Сезон 1993—1994 року футболіст розпочав у іншій команді першої ліги «Металург» з Нікополя, проте зіграв у її складі лише 3 матчі. Наступний сезон Бакланов провів у аматорській команді «Спортінвест», пізніше грав за іншу аматорську команду з Кривого Рогу «Будівельник», після чого завершив виступи на футбольних полях.

## Тренерська кар'єра
Тривалий час В'ячеслав Бакланов працював у ДЮСШ «Кривбас» з Кривого Рогу. У 2012 році Бакланов став одним із тренерів криворізького «Кривбасу». Одночасно В'ячеслав Бакланов очолював команду «Кривбасу» віком до 19 років, яка виступала в юнацькій першості України.